# استان مدینه
استان مدینه، (به عربی: المدينة المنورة) استانی در عربستان سعودی در غرب کشور، در کنارهٔ دریای سرخ است. مساحت این استان ۱۵۱،۹۹۰ کیلومتر مربع و جمعیت آن ۱،۷۷۷،۹۷۳ (سرشماری ۲۰۱۰) است که با تقسیم به هفت امارت به گونهٔ زیر است: 
| امارت      | جمعیت   |
| المدینه    | ۹۹۵٬۶۱۹ |
| الحناکیه   | ۵۲٬۵۴۹  |
| مهد الذهب  | ۵۳٬۶۸۷  |
| العلا      | ۵۷٬۴۹۵  |
| بدر        | ۵۸٬۰۸۸  |
| خیبر       | ۴۵٬۴۸۹  |
| ینبع البحر | ۲۴۹٬۷۹۷ |

مرکز این استان شهر مدینه است.